# Eresos-Andissa
Eresos-Andissa (griechisch Ερεσός-Άντισσα) ist ein Gemeindebezirk der Gemeinde Dytiki Lesvos auf der griechischen Insel Lesbos. Der flächengrößte Gemeindebezirk der Gemeinde erstreckt sich im äußersten Westen der Insel auf einer Fläche von 292,814 km². Er hat 5269 Einwohner (2011) und ist in drei Stadtbezirke und vier Ortsgemeinschaften untergliedert. Im Osten grenzt der Gemeindebezirk Kalloni an. 

## Verwaltungsgliederung
Der Gemeindebezirk Eresos-Andissa ging 2011 aus der gleichnamigen Gemeinde hervor, die anlässlich der Gebietsreform 1997 aus der damaligen Gemeinde Eresos und sechs weiteren Landgemeinden gegründet worden war. Seit der Korrektur der Verwaltungsreform 2019 zählt der Gemeindebezirk Eresos-Andissa zur Gemeinde Dytiki Lesvos.
| Stadtbezirk Ortsgemeinschaft | griechischer Name            | Code     | Fläche (km²) | Einwohner 2001 | Einwohner 2011 | Dörfer und Siedlungen                                                                     |
| ---------------------------- | ---------------------------- | -------- | ------------ | -------------- | -------------- | ----------------------------------------------------------------------------------------- |
| Eresos                       | Δημοτική Κοινότητα Ερεσού    | 53020301 | 65,843       | 1581           | 1611           | Eresos, Skala Eresou, Chliara, Christos, Psinia                                           |
| Andissa                      | Δημοτική Κοινότητα Αντίσσης  | 53020302 | 78,405       | 1340           | 1205           | Andissa, Gavvathas, Kambos, Lygeri, Moni Agiou Ioannou Theologou, Pedino, Pochis, Tzithra |
| Vatoussa                     | Τοπική Κοινότητα Βατούσσης   | 53020303 | 22,828       | 0570           | 0598           | Vatoussa, Revma                                                                           |
| Mesotopos                    | Δημοτική Κοινότητα Μεσοτόπου | 53020304 | 38,439       | 1039           | 0904           | Mesotopos, Podaras, Tavari, Chrousos                                                      |
| Pterounda                    | Τοπική Κοινότητα Πτερούντος  | 53020305 | 18,976       | 0150           | 0146           | Pterounda                                                                                 |
| Sigri                        | Τοπική Κοινότητα Σιγρίου     | 53020306 | 40,512       | 0402           | 0333           | Sigri, Megalonisi                                                                         |
| Chidira                      | Τοπική Κοινότητα Χιδήρων     | 53020307 | 27,811       | 0448           | 0472           | Chidira                                                                                   |
| Gesamt                       | Gesamt                       | 530203   | 292,814      | 5530           | 5269           |                                                                                           |